# František Adámek (politik)
František Adámek (* 28. února 1955) je český politik, v letech 2013 až 2017 poslanec Poslanecké sněmovny PČR, bývalý poslanec České národní rady, v letech 2006 až 2014 zastupitel Hlavního města Prahy, v letech 2010 až 2012 starosta Městské části Praha 12 a člen ČSSD.

## Život
Po absolvování střední školy sociálně právní nastoupil do podniku Kovoslužba Praha jako váhař a opravář plynových spotřebičů (1973 až 1974). Živil se také jako dělník ve Vojenských stavbách Praha (1974 až 1976) a ve Státním statku Praha (1976 až 1978). Následně pracoval až do roku 1989 v podniku IPS Praha, a to od dělnických profesí až po funkci odborného referenta.
Od roku 1992 soukromě podniká zejména v oblasti pojišťovnictví a poradenství (obchodní zástupce společnosti Alufix, s.r.o.; jednatel a společník G.I.T. Games international technology spol. s r.o.; obchodní ředitel podniku INGO-JIRNY s.r.o. či jednatel a společník firmy DISCUS, s.r.o.).
Byl členem dozorčí rady společnosti Kolektory Praha, a.s. (2003 až 2004), členem představenstva Pražských služeb, a.s. (2007 až 2011) a od roku 2012 je členem správní rady Nadačního fondu Bezpečná Praha.
V únoru 2018 se stal členem představenstva Technické správy komunikací hl. m. Prahy, ve které vystřídal svého stranického kolegu z ČSSD Miroslava Svobodu. Ve funkci vydržel až do komunálních voleb 2018, po kterých ho nově sestavená dozorčí rada společnosti odvolala, když mu údajně měla vytýkat neefiktivitu jím řízených oddělení.
V roce 2009 absolvoval Vysokou školu J. A. Komenského v Praze v oboru andragogika (získal titul Bc.).
František Adámek je ženatý a má dvě děti.

## Politické působení
V letech 1979 až 1990 byl členem KSČ, v prosinci 1989 byl zvolen do funkce tajemníka ÚV KSČ. Následně vstoupil do KSČM a v letech 1990 až 1992 byl poslancem České národní rady.
Krátce byl členem Strany demokratické levice, za niž neúspěšně kandidoval v komunálních volbách v roce 1994 do Zastupitelstva Městské části Praha 12. Uspěl až v komunálních volbách v roce 1998 jako člen ČSSD na kandidátce této strany. Mandát zastupitele městské části obhájil i v komunálních volbách v roce 2002, v roce 2006 a v roce 2010. V prosinci 2010 byl zvolen starostou Městské části Praha 12, ale v dubnu 2012 byl z této funkce odvolán po rozpadu koalice ČSSD, Věcí veřejných a subjektu Změna pro Prahu 12.
V komunálních volbách v roce 2002 zároveň kandidoval i do Zastupitelstva Hlavního města Prahy, ale neuspěl. Podařilo se mu to až v komunálních volbách v roce 2006, mandát zastupitele pak obhájil v komunálních volbách v roce 2010. V komunálních volbách v roce 2014 se pokoušel za ČSSD obhájit post zastupitele Hlavního města Prahy, ale neuspěl. Naopak mandát zastupitele Městské části Praha 12 se mu podařilo udržet.
Ve volbách do Poslanecké sněmovny PČR v roce 2013 kandidoval ze třetího místa v Hlavním městě Praze za ČSSD a byl zvolen. Ve volbách do Poslanecké sněmovny PČR v roce 2017 obhajoval svůj poslanecký mandát za ČSSD v Praze, ale neuspěl.